# Eugenia Tobal
Pour les articles homonymes, voir Tobal.
Eugenia Tobal, née le 30 novembre 1975 à Ramos Mejía dans la province de Buenos Aires, est une actrice de cinéma et de séries télévisées argentine.

## Biographie
Lorsqu'il a découvert sa passion pour l'art, à l'âge de 15 ans, elle a commencé à étudier le théâtre avec le réalisateur Carlos Moreno à Ramos Mejia, tout en terminant ses études secondaires. Elle a suivi des séminaires et des formations d'acteur au Théâtre Général San Martin, en compagnie de professeurs prestigieux. Pendant ses études universitaires (un diplôme de relations publiques), elle s'est perfectionné dans le domaine du théâtre avec Luis Romeno pendant plusieurs années. Elle a également étudié le chant avec Claudio Garófalo et s'est montré intéressée par l'apprentissage de toutes sortes de compétences que le métier d'actrice exige, de la danse aux sports extrêmes, en passant par les langues et le chant.
En 2011, elle s'est mariée avec l'acteur argentin Nicolás Cabré.

## Carrière au cinéma
| Année | Film                          | Personnage      |
| ----- | ----------------------------- | --------------- |
| 2000  | El mar de Lucas               | Marisa          |
| 2004  | No sos vos, soy yo            | Lola            |
| 2006  | ¿Quién dice que es fácil?     | Inés            |
| 2007  | Yo soy sola                   | Vera            |
| 2009  | Cuentos de la selva           | Ki              |
| 2009  | Ni dios, ni patròn, ni marido | Virginia Bolten |
| 2009  | Solos hotel                   | Malena          |
| 2011  | El destino del Lukong         | Ella misma      |
| 2011  | Güelcom                       | Ana             |
| 2015  | Tras la pantalla              | Ella misma      |
| 2018  | El jardìn de la clase media   |                 |
| 2018  | No dormirás                   | Sara            |

## Carrière au théâtre
| Année     | Pièce                              | Metteur(s) en scène                | Lieu                |
| --------- | ---------------------------------- | ---------------------------------- | ------------------- |
| 2002-2003 | Pintura fresca                     | Patricia Palmer                    | Taller del ángel    |
| 2005      | Don Juan                           | Federico Olivera                   | Teatro Metropolitan |
| 2007      | Arlequín, servidor de dos patrones | Alicia Zanca                       | Teatro de la Ribera |
| 2010      | Quédate a desayunar                | Rodolfo Bebán                      | Giras               |
| 2011      | Los únicos                         | Marcos Carnevale                   | Teatro Ópera        |
| 2014      | Los amantes del cuarto azul        | Eloisa Tarruella                   | Teatro Cervantes    |
| 2016      | Somos childfree                    | Mauricio Dayub et Marcos Carnevale |                     |
| 2019      | Siete años                         | Nelson Valente                     |                     |

## Filmographie (incluant série TV)
- 2012-2013 Sos mi hombre TV : Gloria Calazán
- 2011 Güelcom : Ana
- 2011 Los únicos Episode TV : Rosario Ahumada
- 2010 : Ni dios, ni patrón, ni marido de Laura Mañá
- 2009 Solos Hotel
- 2009 Dromo Episode TV
- 2009 Valientes Episode TV : Andy
- 2008 Yo soy sola (2008) : Vera
- 2007 ¿Quién dice que es fácil? : Inés
- 2005-2006 Mujeres asesinas Episode TV : Joana / Marta Odera
- 2006 Se dice amor Episode TV : Noel Gutiérrez
- 2006 Al Límite Episode TV : Gisela
- 2005 Botines TV mini-séries
- 2004 No sos vos, soy yo : Lola
- 2004 Padre Coraje Episode TV : Mercedes 'Mecha' Tomini de Olmos Rey
- 2003 Malandras Série télévisée : Rosario
- 2002 099 Central Episode TV : Silvina
- 2001 El sodero de mi vida Série télévisée : Magda
- 2000 Ilusiones (compartidas) Série télévisée : Ariela
- 1999 El mar de Lucas (1999) : Marisa
- 1999 De corazón" (1997) Série télévisée : (1998)
- 1999 Alas, poder y pasión Série télévisée : Cristina
- 1999 Gasoleros Série télévisée